# منسس (جورجیا)
منسس، جورجیا (به انگلیسی: Manassas, Georgia) یک شهر در ایالات متحده آمریکا با جمعیت ۱۰۰ نفر است که در جورجیا واقع شده‌است.

## موقعیت جغرافیایی
موقعیت جغرافیایی شهرها و مناطق اطراف به شرح زیر است: